# Дагестанский ковёр

Дагестанские ковры в Дербенте

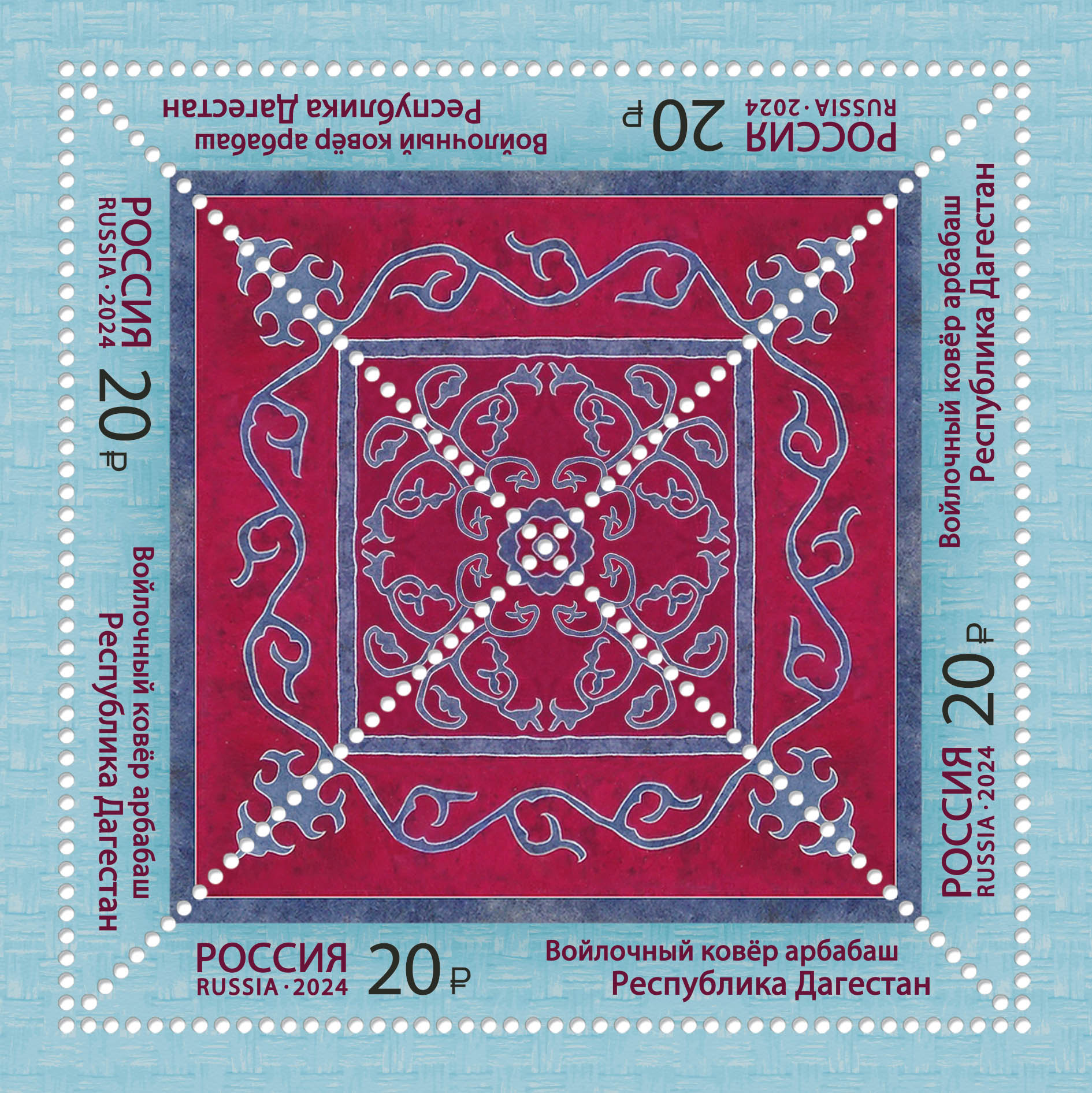
Квартблок марок России 2024 года, на котором изображен дагестанский войлочный ковёр арбабаш.

Дагестанский ковёр — изделие коврового искусства, является древнейшим ремеслом Дагестана.

## История
Первые дагестанские ковры появились во времена Геродота. Ковроделие в Дагестане было перенято, вероятно, из Ирана. Через Кавказ проходил Великий шелковый путь. Молитвенный коврик (Намазлык) являлся также важным атрибутом в распространившемся на Кавказе исламе. Самый древний ковёр из известных в настоящее время найден во время раскопок в 1949 году и сейчас находится в Эрмитаже. Дагестанские ковры имеются в собраниях музеев Нью-Йорка, Парижа и других городов. Они являются экспонатами на ярмарках и выставках, где получают дипломы и золотые медали. Коврам свойственна высокая прочность и долговечность (250—300 лет).

## Разновидности

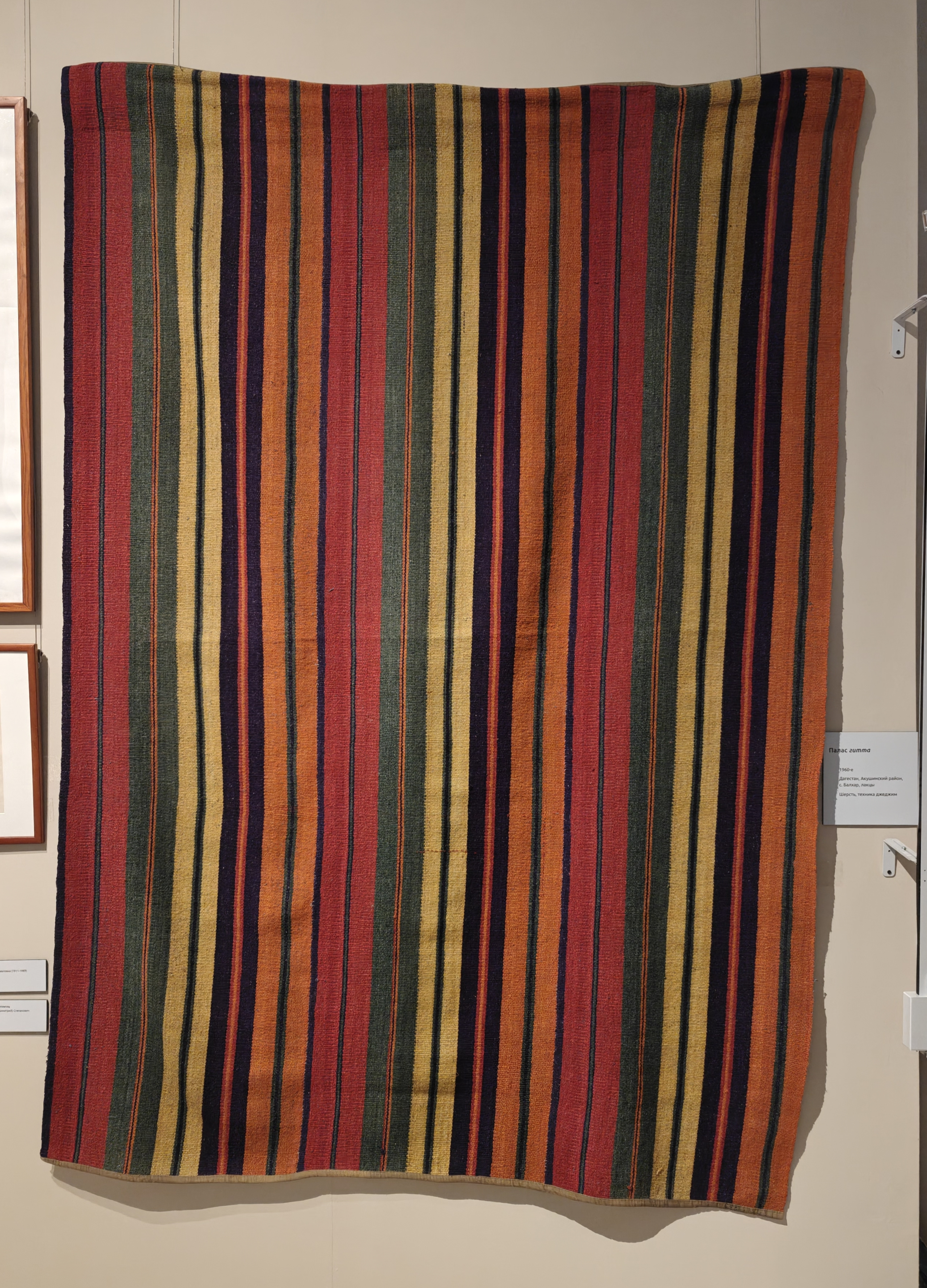
Джеджим. Шерсть

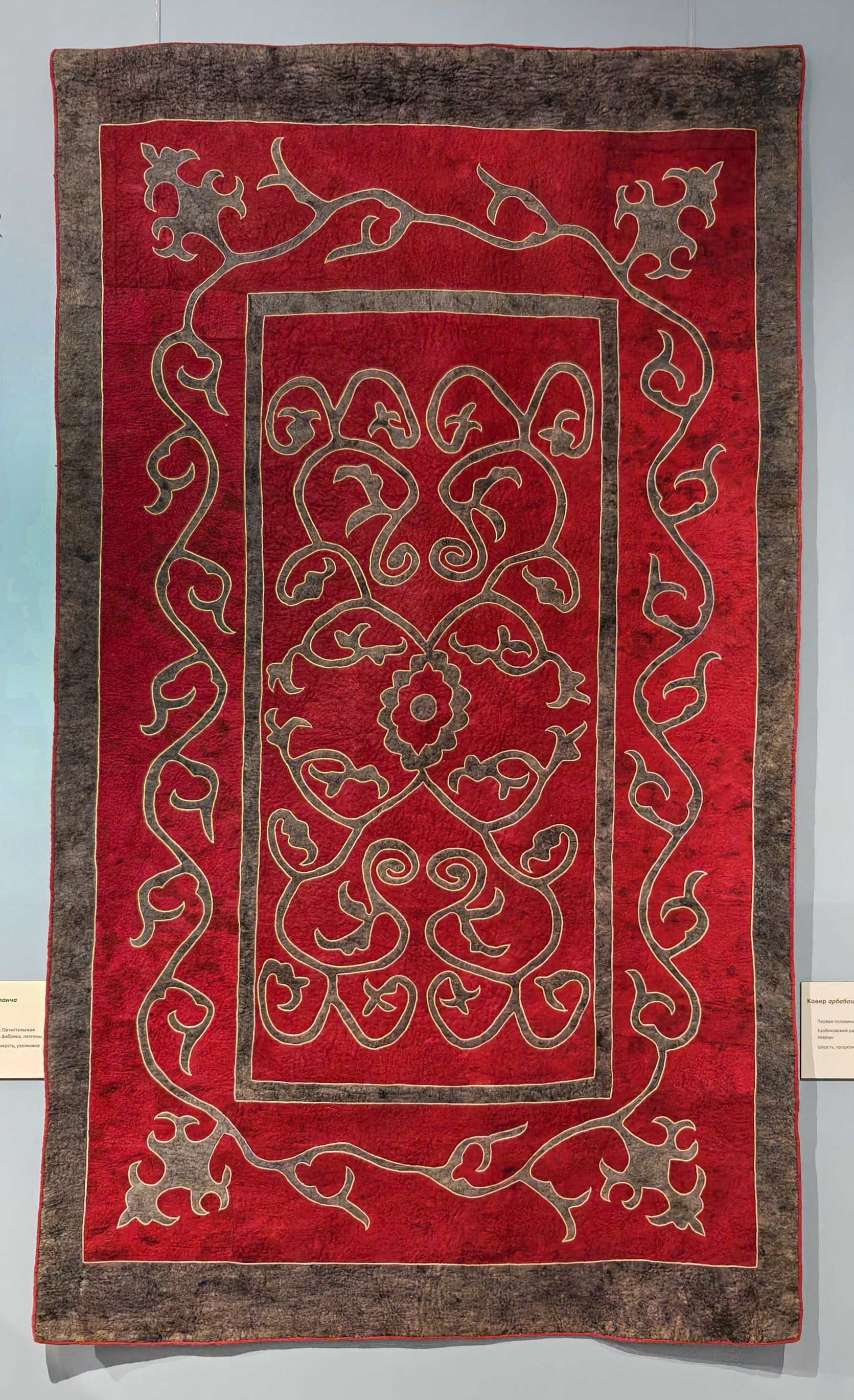
Арбабаш. Шерсть, прорезной войлок

Существуют следующие разновидности ковров:
- Ворсовые ковры (Ахты, Дербент, Микрах, Рушуль, Табасаран, Хив, Касумкент, Рутул), а также разновидность используемая на севере Дагестана (Дженгутай, Тлярата, Казанище).
- Безворсовые ковры (килим, сумах и джеджим)
- Войлочные ковры (Арбабаш, сираж)
- Комбинированные ковры

Дагестанским сумахам (безворсовым коврам) присущи узоры, которые не встречаются среди рисунков ворсовых ковров.

## Экспозиция дагестанских ковров
15 октября 1964 года в Дагестанский музей изобразительных искусств имени П. С. Гамзатовой были привезены первые экспонаты ковров, которые назывались «Аврора» и «Ленин».
Качество дагестанского ковра было отмечено медалью и грамотой в городе Брюсселе (Бельгия, 1958 г.), а также на Лейпцигской выставке-ярмарке (ГДР, 1967 г.).